# Zapovit, Velîka Oleksandrivka
Zapovit (în ucraineană Заповіт) este un sat în comuna Bobrovîi Kut din raionul Velîka Oleksandrivka, regiunea Herson, Ucraina.

## Demografie
Componența lingvistică a localității Zapovit
     Ucraineană (90,74%)
     Rusă (9,26%)
Conform recensământului din 2001, majoritatea populației localității Zapovit era vorbitoare de ucraineană (90,74%), existând în minoritate și vorbitori de rusă (9,26%).